# Arthur Mol
Arthur Petrus Johannes Mol (Oss, 7 april 1960) is een Nederlands socioloog die zich toelegt op milieusociologie.
Mol is sinds 2000 hoogleraar Milieubeleid aan Wageningen Universiteit en tevens gasthoogleraar aan de Tsinghua University in Beijing en sinds 2014 eveneens aan de Nationale Universiteit Maleisië UKM. Zijn belangrijkste onderzoeksthema’s zijn ecologische modernisering en duurzame productie.
Hij studeerde Milieuhygiëne in Wageningen en promoveerde in de sociologie aan de Universiteit van Amsterdam bij Egbert Tellegen. Van 2009 tot 2014 was hij directeur van de Wageningen School of Social Sciences. In mei 2015 werd hij aangesteld als nieuwe rector magnificus van Wageningen University & Research. In maart 2024 werd hij opgevolgd door Carolien Kroeze.